# اتصالات الضوء المرئي

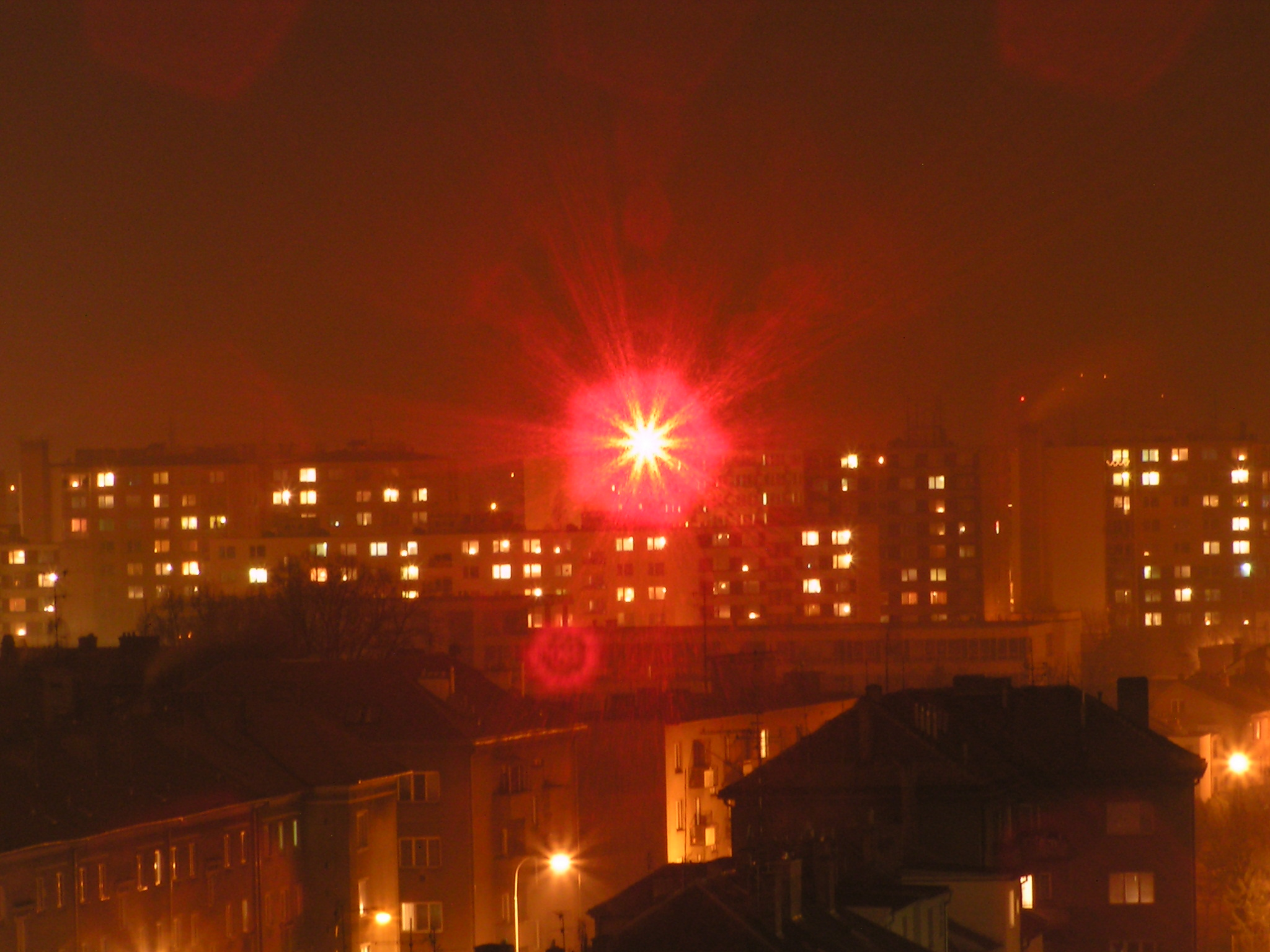

اتصالات الضوء المرئي  هو وسط نقل بينات باستخدام الضوء المرئي بين 400 و 800 هيرتز ( 375 نانومتر), ويعد أيضا نوع من أنواع الاتصالات اللاسلكية الضوئية.
تستخدم هذه التقنية مصابيح فلورسنت ( عادية، لا أجهزة اتصال خاصة ) لقنل اشارات بمعدل 10 كيلو بت/ثانية, أو استخدام مصابيح ليد LED لاكثر من 500 ميكابت/ثانية